# 耶律乞奴
耶律 乞奴（やりつ きつぬ、Yelü Qinu、? - 1216年）は、金末に活躍した契丹人。後遼政権の君主の一人。

## 概要
1213年3月、契丹人の耶律留哥はモンゴル帝国の侵攻によって金朝の支配が緩むと遼東で自立して「遼（東遼）」を建国した。しかし、東遼政権の内部では皇帝号を称するべきであるとする耶律廝不とモンゴル帝国を宗主として尊重すべきとする耶律留哥の意見が対立し、やがて耶律留哥は密かにチンギス・カンの下を訪れて改めて忠誠を誓った。耶律留哥はチンギス・カンの下から耶律乞奴ら使者を派遣して反対派閥を従わせようとしたが、不利を悟った耶律廝不らは耶律乞奴らを味方に引き入れて東遼政権から自立し、独自に「遼」の皇帝を称した。この政権は耶律留哥の遼（東遼）などと区別するために、一般に「後遼」と呼ばれる。
耶律乞奴は耶律金山・耶律青狗・耶律統古与らとともに耶律廝不の即位を手助けした中心人物として厚遇され、丞相に任ぜられた。ところが、在位数カ月にして耶律青狗が裏切って金に降り、耶律廝不は耶律青狗によって殺されてしまった。そこで、丞相の地位にあった耶律乞奴が監国として国政を預かり、元帥の鵝児とともに兵民を左翼・右翼に分けて高麗との国境に近い開州（現在の鳳城市）・保州（現在の義州郡）に駐屯した。
これに対し、金朝は蓋州の守将の衆家奴を派遣して後遼政権を攻撃し、また耶律留哥もモンゴル兵数千を借りて後遼軍を破った。挟み撃ちにあった後遼政権は二手に分かれ、鵝児は東に逃れて遼朝の旧首都臨潢府に移り、耶律乞奴は高麗国に逃れたもののそこで耶律金山に殺害された。耶律乞奴らの高麗侵攻は高麗側にも記録されており、モンゴル軍の討伐を受け、更に金朝軍の攻撃を受けた「契丹人の王子」耶律金山が高麗に兵糧の補給を要求し、これに高麗側が応えなかったために鵝児・耶律乞奴が高麗領に侵攻したとされる。『高麗史』「高宗世家」によると耶律乞奴ら契丹兵（＝後遼軍）が高麗に侵攻したのは1216年8月14日のことであり、耶律乞奴が殺されたのもこの頃であったとみられる。
耶律乞奴の死後、耶律乞奴を殺した耶律金山が国王を称して後遼を取りまとめた。